# Christoph Bertl
Christoph Bertl, Berufsname: Chris Bertl (* 3. August 1981 in Göstling an der Ybbs), ist ein österreichischer Schlagersänger, Liedermacher und Unterhaltungskünstler, der besondere Bekanntheit zuletzt durch seine Teilnahme an The Voice of Germany erlangte.

## Biographie
Chris Bertl ist als Sohn von Franz und Margit Bertl (geb. Illmayr) mit seiner jüngeren Schwester Bianca im Bezirk Scheibbs aufgewachsen und wechselte nach einer erfolgreichen Lehre als Koch im Alter von 19 Jahren nach Wien.
Sein schon in der Kindheit gefördertes musikalische Talent (er lernte fünf Instrumente) entdeckte er in Wien mit Freunden neu und begann in Karaoke-Bars zu singen. Dort freundete er sich mit dem damals noch unbekannten Tom Neuwirth an, was seine Karriere als Sänger wesentlich beeinflusste und förderte. Seine gesanglichen Fähigkeiten wurde durch den Vocalcoach Andreas Heusser entwickelt, seine spezifische Pop-Ausbildung erhielt er in der „Sängerschmiede“ Stimmfabrik Wien. Ab 2009 begann er an Castingshows und Wettbewerben teilzunehmen:
- 2009 erste Casting-Versuche bei Starmania
- 2011 Helden von morgen
- 2011/2012 Popstars Österreich
- 2012 Popstars Deutschland
- 2013 The Voice, Österreich
- 2015 The Voice, Österreich – wo er als Sieger hervorging
- 2016 „Musikfest Umag“, Kroatien, – 2. Platz
- 2016 „Rock the Island Contest / Genre Schlager“, – 1. Platz[4]
- 2017 „Salzburger Musikfrühling“ in Zell am See, und gewann auch dort den 1. Platz
- 2017 The Voice of Germany (Staffel 7), Team Samu

Im Anschluss an den Erfolg bei „The Voice“ kreiert Chris Bertl das Genre „Glitzerschlager“, wird von Universal Music Group Deutschland unter Vertrag genommen und promotet. Von seiner Solo-Karriere abgesehen wird er auch Mitglieder der Disco-Revival-Band „TMCA“, welche aus Zuschauerlieblinge von Castingshows besteht und 2019 den Titelsong für die neue Staffel von Let’s Dance beisteuert.
Christoph Bertl lebt heute in Salzburg.

## Chronologie der Konzerte
- 2012 Birthday Bash „Stimmfabrik Wien“ / on Stage mit Emma Lanford
- 2013 Auftritt „Andersrum ist nicht verkehrt“ Straßenfest, Wien
- 2013 Auftritt Mit Conchita Wurst, Straßenfest Mariahilf, Wien
- 2013 Donauinselfest GÖD BAWAG PSK Bühne
- 2013 Auftritt Fledermaus Wien (mit Tänzerinnen)
- 2014 Auftritt mit Egon7 – Pfingstfest Göstling/Ybbs
- 2014 Auftritt mit Egon7 – Landler Kirtag
- 2014 Deutsches Musik Fernsehen
- 2014 MDR Musiksendung mit Maxi Arland „Musik am Lande“
- 2014 W24 Sendung „24 minutes of fame“
- 2014 Erstes eigenes Konzert, Open Air in Göstling/Ybbs
- 2015 Hochkar/Latschenalm – Open-Air-Konzert
- 2015 CSD Parkfest, Graz
- 2015 Regenbogenball / Parkhotel Schönbrunn
- 2015 Radio Tirol, Aufg´spielt am Hirzer
- 2016 Radio Tirol, Auftritt Bozen
- 2016 Donauinselfest Radio Niederösterreich Bühne, Auftritt mit Live-Band[7]
- 2016 Donauinselfest Frühschoppen GÖD-BAWG Bühne
- 2016 Regenbogenparade Wien, Live am „Club-Kreativ“
- 2017 Rathausplatz Wien, Pride-Village
- 2018 Die Garten Tulln
- 2019 Bollywood-Studios in Mumbai
- 2019 SPÖ Sommerfest in Mariahilf
- 2019 Mit „TMCA“ bei RTL-Inside in Düsseldorf, Europride und Life Ball in Wien, CSD in München
- 2019 Schlagerbooom bei Florian Silbereisen in Dortmund / Westfalenhallen zusammen mit TMCA

## Eigene Songs
Chris Bertl komponiert und singt auch eigene Songs im Dialekt. Als Single sind bisher erschienen:
- Jo, i wü
- Feia
- Hoamat
- Du g´heast zu mir
- Robin Hood der Liebe
- Wenn i an di denk
- Dei Stimm
- Feia und Wossa

In seinen Songs wird er von den Backgroundsängerinnen und Duettpartnernnen Elfriede Buchriegler, Marion Zachauer, Ulrike Wögrath und Anita Schmidinger musikalisch untermalt.